# 1802 en France
Chronologie de la France
- 1798
- 1799
- 1800
- 1801
- 1802
- 1803
- 1804
- 1805
- 1806

Cette page concerne l'année 1802 du calendrier grégorien. An X et An XI du calendrier révolutionnaire.

## Événements

### Janvier
- 3 janvier :
  - crue centennale de la Seine qui atteint 7,75 mètres au pont de la Tournelle[1].
  - le gouvernement retire par un arrêté tous les projets de loi relatifs au Code civil[2].
  - Hortense de Beauharnais épouse Louis Bonaparte[2].
- 18 janvier : Jean Naigeon est nommé conservateur du nouveau musée du Luxembourg[2].
- 26 janvier : le Consulte de la République cisalpine, réunie à Lyon, élit Bonaparte Président de la République cisalpine qui devient République italienne[2].
- 29 janvier : l'expédition de Saint-Domingue contre la Révolution haïtienne débarque au Cap-Français. Leclerc propose la paix à Toussaint Louverture qui, isolé après la défection de ses lieutenants, se soumet le 6 mai[3].
- 31 janvier : Gay-Lussac présente à l'Institut son mémoire sur la dilatation des gaz et des vapeurs[4].

### Février
- 10 février : le Règlement général pour le Service de Santé dans les Hôpitaux de Paris institue l'internat, pour lequel le premier concours a lieu le 13 septembre[5].
- 17 février : Édouard en Écosse, pièce d'Alexandre Duval, est joué pour la première fois au Théâtre-Français et obtient un grand succès. Une réplique « Je ne bois à la mort de personne » exploitée par les royalistes, est censurée par la police. La pièce est interdite après la deuxième représentation[2].
- 27 février : L'Antichambre ou les Valets entre eux  pièce d'Emmanuel Dupaty donnée à l'Opéra-Comique, où Lucien Bonaparte et les courtisans du premier consul voient des railleries dirigées contre eux, est interdite par la police. Dupaty est arrêté, conduit à Brest et menacé d'être déporté à Saint-Domingue, mais Bonaparte le rappelle à Paris au dernier moment sur l'intervention de Joséphine[2].

### Mars
- 10 mars : un bref du pape absout Talleyrand de l'excommunication qui pèse sur lui et le rend à la vie laïque[2].
- 13 mars : épuration du Tribunat ; un sénatus-consulte règle le renouvellement du Tribunat et du Corps législatif au profit du pouvoir personnel du Premier consul qui peut éliminer ses opposants[2].

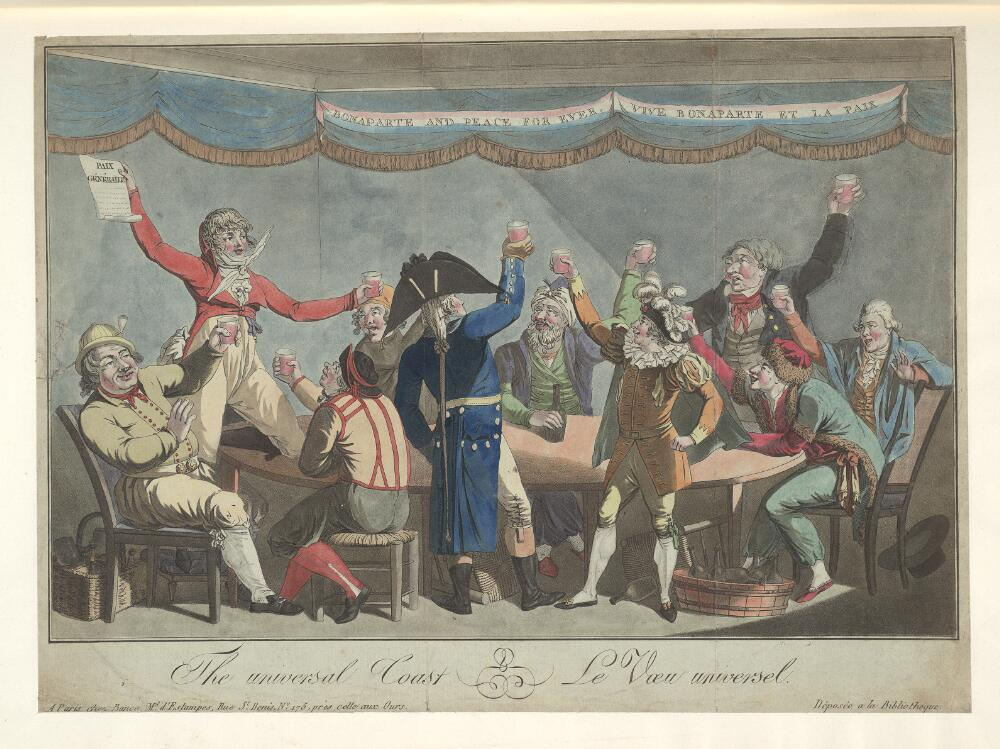
Gravure intitulée la Paix d'Amiens, où tous les souverains jurent la paix sur l'autel de la Bonne Foi. 1802.

- 25 mars : paix d'Amiens entre la France, l'Espagne et la République batave et le Royaume-Uni ; Bonaparte annonce la paix au corps diplomatique le 27 mars. Pour la première fois depuis Marengo, il parait en costume civil[2].

### Avril
- 1er avril (10 germinal an X) : un règlement du Tribunat diminue le rôle de cette assemblée ; elle délibère à huis clos et est divisée en trois sections n'entretenant pas de rapports entre elles[2].
- 8 avril (18 germinal an X) : promulgation du Concordat signé par Napoléon Bonaparte, Premier Consul, et le pape Pie VII[2] ; démission de tous les évêques et réorganisation des évêchés en France. Bonaparte obtient un droit de regard sur les nominations ecclésiastiques (articles organiques). Les prêtres sont payés par l'État, le pape ayant reconnu les ventes des biens d'Église. La religion catholique est reconnue comme « celle de la majorité des Français ». Le culte protestant est reconnu officiellement et les ministres protestants sont payés par l'État.
- 14 avril : publication du Génie du Christianisme[2].
- 18 avril : le Concordat est promulgué à Notre-Dame[2].
- 25 avril : Oudinot réunit dans son château de Polangis des officiers hostiles à Bonaparte[2].
- 26 avril (6 floréal an X) : un sénatus-consulte accorde l'amnistie aux émigrés qui n'ont pas porté les armes contre la France et décide de la restitution de leurs biens non vendus[2].

### Mai
- 1er mai : loi du 11 floréal an X : création de 28 lycées et des bourses d'études, à l'initiative de Fourcroy, directeur général de l'Instruction publique[2]. L'enseignement est confié à des professeurs civils appartenant à la fonction publique. Établissement d'une école par commune à charge de loger le maître, rétribué par versement des familles. Bonaparte créé une École spéciale militaire destinée à l'enseignement des arts de la guerre, qui, par arrêté du 8 pluviôse an XI, a été organisée à Fontainebleau ; elle transférée par décret à Saint-Cyr-l'École le 24 mars 1808[6].
- 5 mai : un panorama de la ville de Londres est présenté à la rotonde du pavillon de Hanovre boulevard des Capucines[2].
- 6 mai (16 floréal an X) : un Sénatus-consulte organique réélit Napoléon Bonaparte Premier Consul pour dix ans[2]. Le Sénat propose de réélire Bonaparte pour dix ans. Celui-ci accepte, à condition que le peuple ratifie la proposition par plébiscite.
- 7 mai : le chef d'escadron Donnadieu, le colonel Fournier-Sarlovèze et le général Delmas, colonels de cavalerie, sont arrêtés sous l'inculpation de complot d'assassinat du Premier Consul[7].
- 8 mai : arrêté du 18 floréal an X créant officiellement rue de Sèvres à Paris l'hôpital des Enfants malades, premier hôpital pédiatrique au monde[8].
- 10-28 mai : répression de la révolte des Noirs en Guadeloupe[3].
- 12 mai (22 floréal an X) : le Tribunat, à l'unanimité moins une voix — celle de Lazare Carnot   —, et le Corps législatif, à l'unanimité moins trois voix, votent le Consulat à vie.
- 18 mai : loi relative à une nouvelle levée de conscrits[2].
- 19 mai (29 floréal an X) :
  - institution de la Légion d'honneur[2].
  - décret approuvant le projet de creusement du canal de l'Ourcq[9]. Les travaux commencent le 23 septembre.
  - loi taxant à 50 % les produits coloniaux d’origine non française[10].
- 20 mai (30 floréal an X) : loi maintenant l'esclavage dans les territoires récupérés par le traité d'Amiens (comme la Martinique..), et dans les Mascareignes (Réunion...) où il n'avait jamais été aboli dans la pratique[3].
- 25 mai : Joseph Priestley est élu membre associé étranger de la première classe de l'Institut pour sa découverte de l'azote et ses travaux sur la fixation du gaz carbonique par les plantes, sur la présence de l'oxygène dans l'air[2].

### Juin
- 7 juin : les Français capturent le chef noir Toussaint Louverture à Haïti ; il est déporté en France (12 juillet)[3]. Les hostilités reprennent en octobre sous l’impulsion des généraux Pétion, Clervaux, puis Christophe et Dessalines.
- 24 juin :
  - nouvelle constitution de la République ligurienne[2].
  - conspiration des libelles dite aussi « des pots de beurre » : le général Simon, chef d’État-major de l'armée de l'ouest pour Bernadotte, est arrêté à Rennes avec quelques officiers[2].
- 25 juin : traité de paix et de commerce avec l'empire ottoman[11]
- 30 juin : le Premier consul ordonne la formation d'une commission de sept membres chargée d'étudier la réforme de la contribution foncière avec plus d'égalité et de proposer un plan de confection du cadastre. Elle opte pour la réalisation d'un cadastre par masse de cultures, projet voué à l’échec. La réalisation d'un cadastre parcellaire est mise en place en 1807[12].

### Juillet

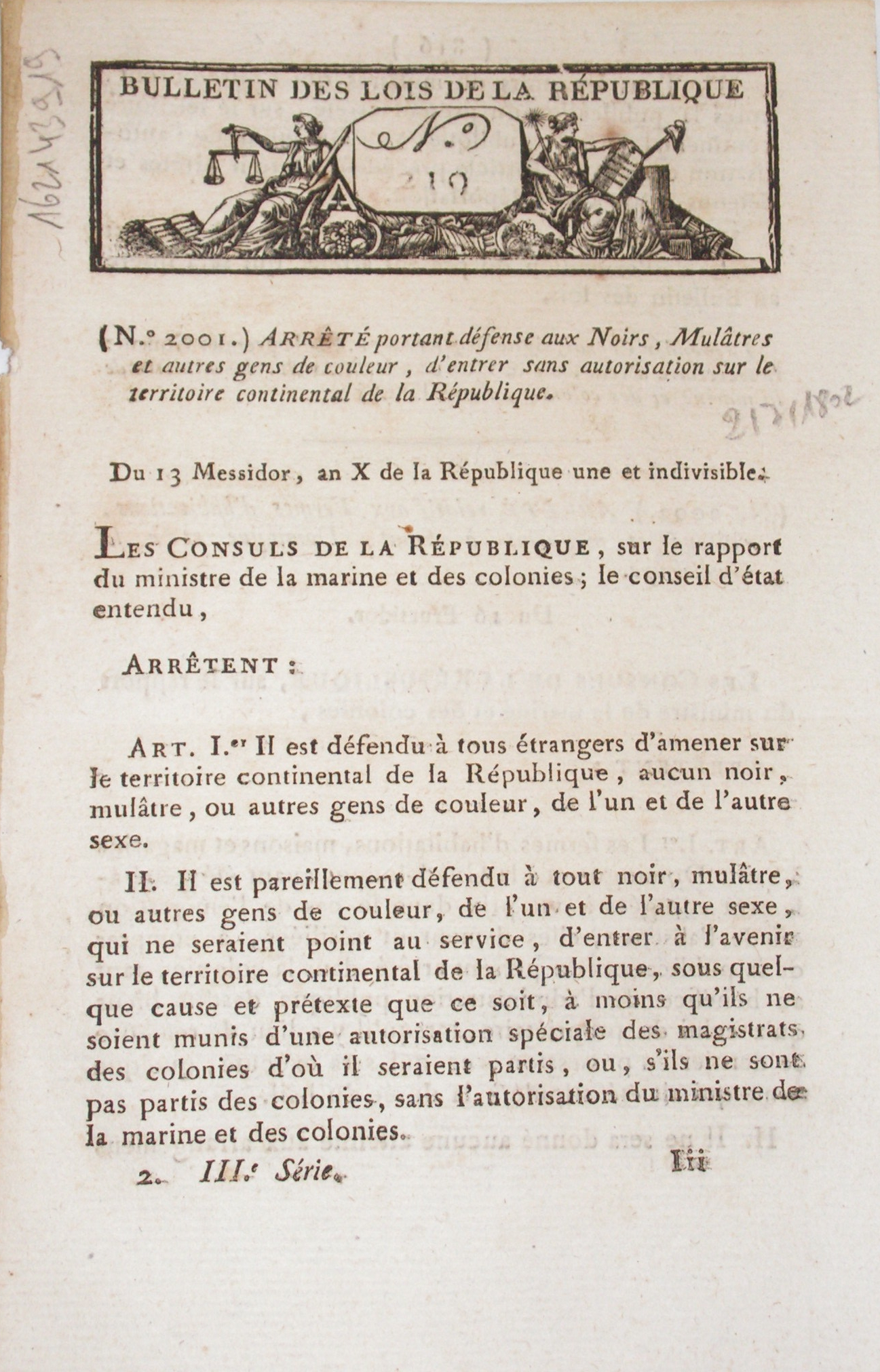
Arrêté portant défense aux Noirs, Mulâtres et autres gens de couleur, d'entrer sans autorisation sur le territoire de la République

- 2 juillet : arrêté portant défense aux noirs, mulâtres et autres gens de couleur, d'entrer sans autorisation sur le territoire continental de la France[13].
- 29 juillet (10 thermidor an X) : le Sénat proclame les résultats du plébiscite approuvant le consulat à vie ; 3,5 millions de oui, 8 374 non[14].

### Août

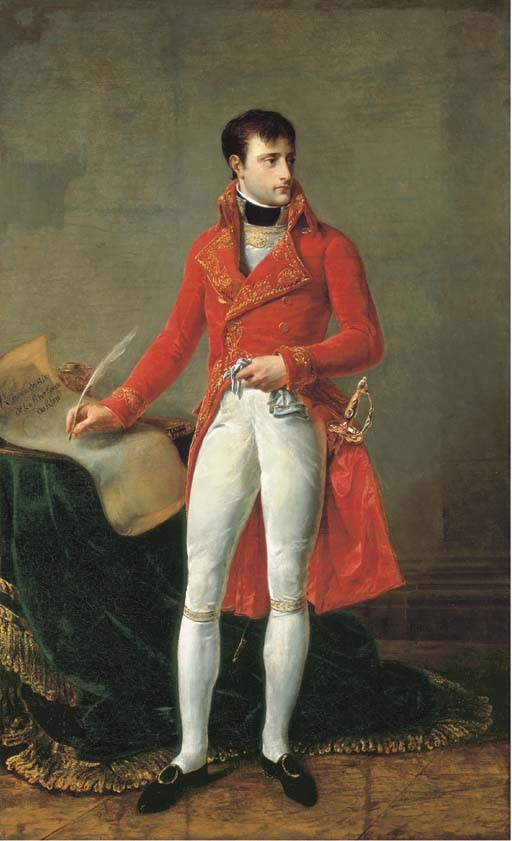
portrait officiel de Bonaparte, Antoine-Jean Gros, 1802.

- 2 août (14 thermidor an X) : Napoléon Bonaparte devient Consul à vie[2].
- 4 août (16 thermidor an X) : proclamation de la Constitution de l'An X[2]. Un Sénatus-consulte (2 août) modifie la Constitution dans un sens monarchique : le système électoral est modifié : les « listes de confiances » sont remplacées par des collèges électoraux dont les membres sont élus à vie parmi les 600 citoyens les plus imposés du département. Les collèges proposent au choix du Premier Consul des listes de candidature aux postes électifs. Celui-ci a en outre la possibilité de se choisir un successeur. Les pouvoirs du Sénat sont accrus. L'assemblée se renouvelle par cooptation d'après une liste présentée par le Premier Consul seul. Il reçoit le droit de légiférer par sénatus-consulte, de dissoudre les assemblées législatives, de prononcer la suspension des jurys pendant 5 ans et la mise « hors constitution » de départements. Les sénatus-consultes sont présentés au Sénat par le « Conseil privé » (les Consuls, deux ministres, deux sénateurs, deux conseillers d'État et deux officiers de la Légion d'honneur désignés par le Premier Consul). Le Tribunat est réduit à 50 membres.
- 5 août : à Thiverval, près de Grignon, le général général Ney épouse Aglaé Auguié, une amie de Joséphine de Beauharnais[2].
- 13 août : le temple de Mars est rendu au culte catholique et deviens l'église des Invalides[2].
- 15 août : première célébration publique de l'anniversaire de Bonaparte et fête du consulat à vie, avec un Te Deum à Notre-Dame, les monuments de Paris illuminés et un feu d'artifice tiré du Pont-Neuf[2].
- 24 août : le sculpteur et peintre italien Antonio Canova et l'astronome et compositeur William Herschel sont élus membre associé étranger de l'Institut de France[2].
- 26 août (8 Fructidor an X) : sénatus-consulte rattachant l'île d'Elbe à la France[15]. L'île a un député au Corps législatif, ce qui porte les membres de ce corps à 301[16].
- 23 août : Toussaint Louverture est enfermé au fort de Joux où il meurt le 7 avril 1803[17].

### Septembre
- 10 septembre : Talleyrand épouse civilement à Paris Catherine Noël Worlee[2].
- 11 septembre (24 fructidor an X) : le Piémont, occupé par les troupes françaises, est annexé au territoire français par un sénatus-consulte organique et divisé en six départements[18].
- 13 septembre : disgrâce de Joseph Fouché. Bonaparte supprime le Ministère de la Police générale et transfère ses missions au ministère de la Justice. Il est recréé le 10 juillet 1804[19].
- 24 septembre : le général Victor est nommé capitaine général de la Louisiane que l'Espagne vient de rétrocéder à la France[2].
- 30 septembre (8 vendémiaire an XI) : 
  - arrêté du gouvernement consulaire portant règlement pour l'exercice de la profession de boucher à Paris. Il constitue la boucherie parisienne en corporation avec un syndicat ; il la soumet à l'autorisation préalable du préfet de police et exige un cautionnement[2].
  - réouverture du théâtre de la Porte-Saint-Martin[2].

### Octobre
- 1er octobre (9 vendémiaire an XI) : un arrêté prescrit l’érection d’une statue colossale sur la place des Victoires à la mémoire du général Desaix, mort à la bataille de Marengo. Le sculpteur Dejoux est chargé de la réaliser[20]. Elle est inaugurée en 1810.
- 4 octobre :
  - arrêté consulaire relatif à la formation de la garde municipale de Paris placée sous l'autorité du préfet de police[2].
  - arrêté ordonnant la réunion à Metz des écoles d'artillerie de Châlons et du génie de Mézières pour former l'École d'application de l'artillerie et du génie[2].

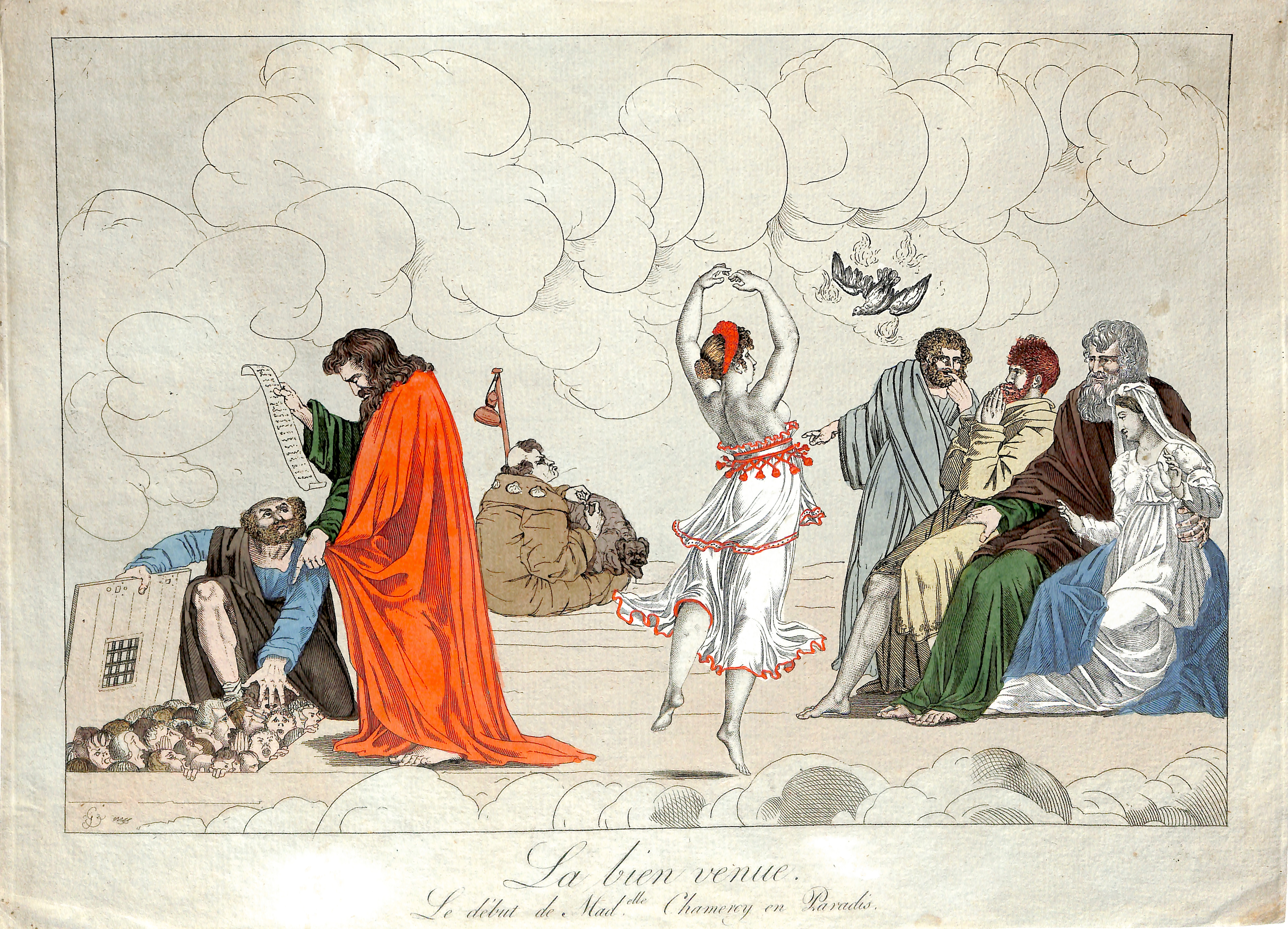
Marie-Adrienne Chameroy faisant ses débuts au Paradis.

- 13 octobre : la ballerine Marie-Adrienne Chameroy meurt à l'âge de vingt-trois ans des suites d'une couche. Le curé de Saint-Roch, qui la croit excommuniée, ferme les portes de son église à sa dépouille ; le curé des Filles-Saint-Thomas rappelle les lettres patentes données par Louis XIV le 28 juin 1669, qui garantissent les acteurs de l'Opéra des foudres de l'Église et accueille le corps de la danseuse pour lui accorder les cérémonies de la sépulture chrétienne. La curé de Saint-Roch est désapprouvée par l'archevêque de Paris qui lui ordonne une retraite de trois mois[2].
- 21 octobre : succès au théâtre italien de Paris de l'opéra bouffe Les astuces féminines, livret de Pietro Trapassi et musique de Domenico Cimarosa[2].
- 29 octobre au 14 novembre : Napoléon Bonaparte et Joséphine effectuent un voyage en Normandie. Ils se rendent à Évreux, à Rouen, au Havre, à Dieppe, à Gisors et à Beauvais[21].

### Novembre
- 2 novembre : arrêté du 12 brumaire an XI qui décide l'établissement de « cadastres types » pour percevoir l'impôt foncier[22].
- 19 novembre : Vivant Denon est nommé directeur général du musée du Louvre (fin le 10 octobre 1815)[2].
- 29 novembre : Mademoiselle George débute avec succès à la Comédie-Française dans le rôle de Clytemnestre d'Iphigénie en Aulide de Racine[2].

### Décembre
- 5 décembre : le Premier consul accorde une audience à lord Hawkesbury, ministre britannique des Affaires étrangères, accompagné de l'ambassadeur Whitworth. Il renouvelle sa demeande pour une prompte évacuation de Malte conformément à la paix d'Amiens et pour montrer sa détermination refuse d'engager des discussions en vue de la signature d'un traité de commerce[23].
- 7 décembre : arrêté qui détermine l'uniforme des employés de la direction des contributions directes[2].
- 8 décembre : Séguier est nommé Premier président de la cour d'appel de Paris[24].
- 24 décembre : arrêté consulaire  du 3 nivôse an XI créant vingt-deux chambres de commerce[2].

## Naissances
- 12 février : Albert de Dietrich, industriel alsacien.
- 26 février : Victor Hugo, romancier, dramaturge, poète et homme politique français († 22 mai 1885).
- 3 mars : Louis-Félix Amiel, peintre français († 4 février 1864).
- 22 mai : Joseph d'Ortigue, critique musical français († 20 novembre 1866).
- 24 juillet : Alexandre Dumas, écrivain français († 5 décembre 1870).
- 10 août : Christophe-Alexis-Adrien de Jussieu, homme politique français († 25 octobre 1865).
- 6 septembre : Alcide Dessalines d'Orbigny, naturaliste, explorateur et paléontologue français († 30 juin 1857).
- 24 septembre : Adolphe d'Archiac, géologue et paléontologue français († 24 décembre 1868).
- 2 octobre : Édouard Ménétries, entomologiste français († 10 avril 1861).
- 1er novembre : Benoît Fourneyron ingénieur français († 8 juillet 1867).
- 13 décembre : Joseph Hippolyte Guibert, cardinal français, archevêque de Paris († 8 juillet 1886).

## Décès
- 27 avril : Jean Antoine Rossignol, militaire français, général de la Révolution française. (° 7 novembre 1759).
- 22 juillet : Marie François Xavier Bichat, biologiste français (° 14 novembre 1771).
- 11 octobre : André Michaux, botaniste et explorateur français (° 7 mars 1746).
- 3 décembre : Louis-Désiré-Joseph Donvé, peintre français (° 6 janvier 1760).